# Ánimas Trujano, Oaxaca
Animas Trujano là một đô thị thuộc bang Oaxaca, México. Năm 2005, dân số của đô thị này là 3189 người.